# Gvozdeno lice
Gvozdeno lice je epizoda serijala Veliki Blek obјavljena u Lunov magnus stripu #512. Epizoda je premijerno u bivšoj Jugoslaviji objavljena u julu 1982. godine. Koštala je 23 dinara (0,53 $; 1 DEM). Imala je 66 strana. Izdavač јe bio Dnevnik iz Novog Sada. Autor naslovne stranice je Sibin Slavković.

## Kratak sadržaj
Zatečen iznenadnom olujom, doktor Smit kuca na vrata velikoposednika Gilmora i traži sklonište. Gilmor je na smrtnoj postelji i moli Smita da se pobrine da njegova zaostavština ne pripadne samo njegovom sinu Piteru, već i bratu blizancu po imenu Sajmon. (Sajmon je Piterov brat koji je sa majkom napustio njihoiv dom kada je bio dete.) Kada stari Gilmor umre, Piter ubija doktora Smita i kreće da pronađe brata kako bi ga se otarasio i zadržao nasledstvo za sebe. On se dogovara sa engleskim kapetanom Džegerom da pronađu Sajmona. Igrom slučaja, Sajmon je rodoljub i jedan od najbližih Blekovih saradnika. Kada Englezi uhvate Sajmona, Blek organizuje njegovo spašavanje iz zatvora.

## YU Blek
Ovo je jedna od epizoda YU Bleka na kome je radila grupa jugoslovenskih strip crtača i scenarista od 1978. do kraja osamdesetih godina 20. veka.  Ovu epizodu nacrtao je Sibin Slavković (koji se tada potpisivao pod pseudonimom S. Žunjević), a scenario napisao Svetozar Obradović.

## Reprize
U Italiji je ova epizoda reprizirana u #118 edicije Edizioni If u decembru 2012. koja je izašla u Italiji u decembru 2012. Koštala je €8. U Hrvatskoj je ova epizoda objavljena u izdanju Ludensa као #97 (str. 67-126). Objavljena je 2021. pod nazivom Bitka u Bostonu. Cena je bila 29 kuna (4 €), a u Srbiji se prodavala za 350 dinara (3 €).

## Prethodna i naredna sveska V. Bleka u LMS
Prethodna epizoda Velikog Bleka nosila je naziv Tajanstveni Levre (LMS507), a naredna Tvrđava straha (LMS519).